# Boardman (Oregon)
Pour les articles homonymes, voir Boardman.
Boardman est une ville du comté de Morrow, en Oregon, aux États-Unis.

## Source
- (en) Cet article est partiellement ou en totalité issu de l’article de Wikipédia en anglais intitulé « Boardman, Oregon » (voir la liste des auteurs).